# معركة الحاير
معركة الحاير، تعتبر معركة الحاير من أهم المعارك في تاريخ الدولة السعودية الأولى لما فيها من أحداث أثرت على سير الأحداث في نجد.

## أطرافها
- الدولة السعودية بقيادة عبد العزيز بن محمد بن سعود.
- المتحالفين بقيادة حسن بن هبة الله المكرمي.

## أسباب المعركة
عام 1177 هـ / 1763 م، في طريق عودة الامام عبدالعزيز بن محمد بن سعود من سدير إلى الدرعية بلغه وهو في بلدة رغبة بان قبيلة العجمان قد تجاوزت على فريق من قبيلة سبيع، فلحق بالعجمان بموقع يقال له (قذله)، واستنجد العجمان بأهل نجران وقبائل يام، فاستجاب صاحب نجران (الحسن بن هبة الله المكرمى) لشكواهم وأعد العدة لذلك وأبلغ صاحب الأحساء (عريعر بن دجين) عدو ابن سعود بعزمه على السير لقتال أهل الدرعية وعقد معه اتفاقاً للتعاون والاشتراك بقتالها وضرب له موعداً للقاء عند الحاير، والتقى الجيشان عام 1178 هـ/ 1764 م وانهزمت قوات الدرعية، وتم الاتفاق على تبادل الآسرى وانسحاب جيش نجران. ولقد عزا العثيمين أسباب مساعدة المكرمى للعجمان إلى عاملين:
- اختلاف المذهب فيما بينه وبين الدولة السعودية.
- صله الرحم ووجود النسب مع قبائل العجمان.[1]

## نتائج المعركة
- هزيمه القوات السعودية وتم قتل أكثر من خمسمائة رجل من السعوديين.
- اسر الكثير من السعوديين.
- تاثرت المعنويات السعودية بشكل كبير بعد هذه الهزيمة.
- اضطرت الدولة لدفع الأموال للرئيس النجراني للرحيل من نجد وأيضا لفك الاسرى من السعوديين.[2]